# Irwin (Idaho)
Irwin è una città degli Stati Uniti d'America, situata nello Stato dell'Idaho e in particolare nella Contea di Bonneville.